# Kameroens voetbalelftal (mannen)

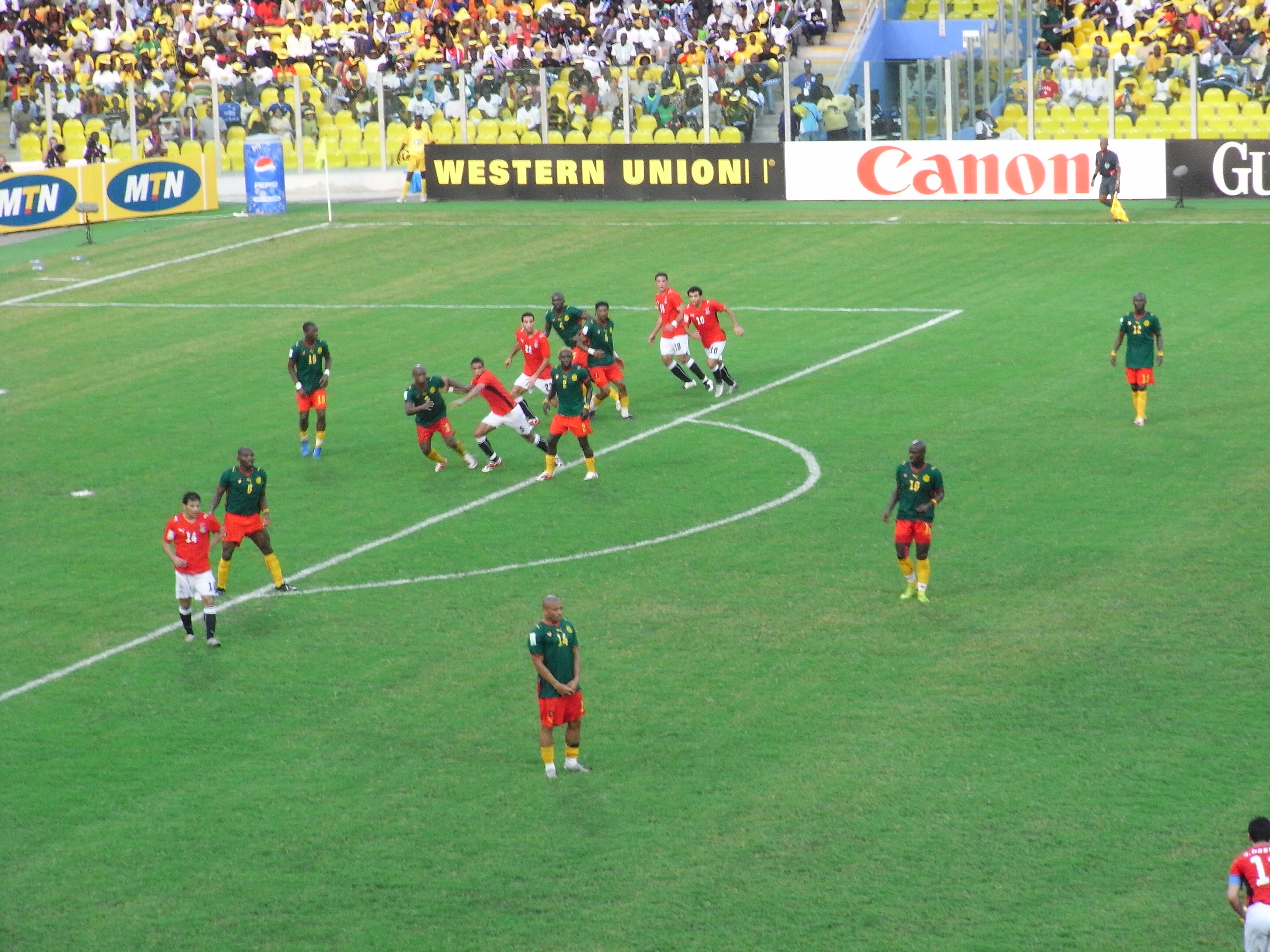
Finale Afrika Cup – 2008

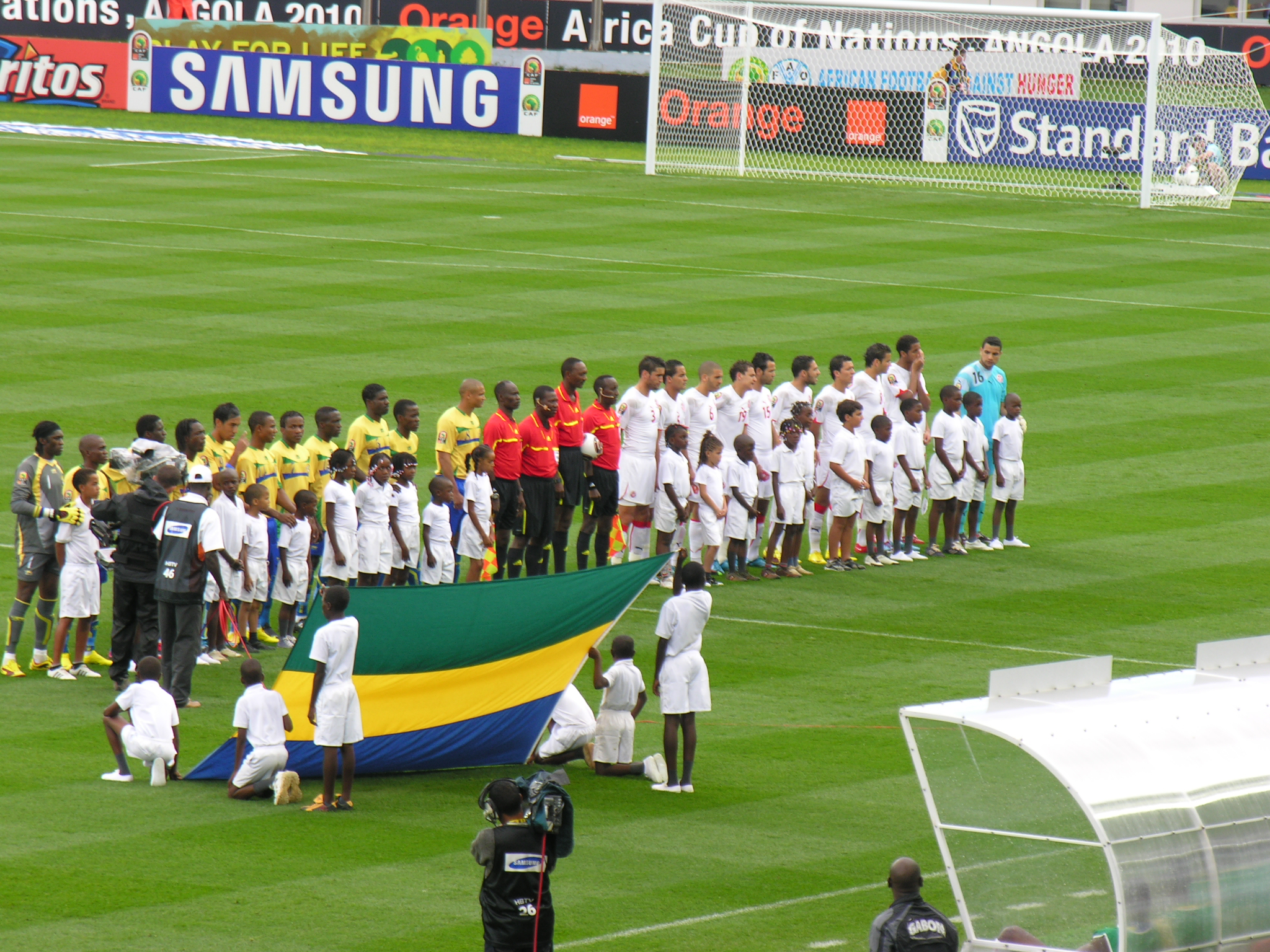
Afrika Cup – 2010

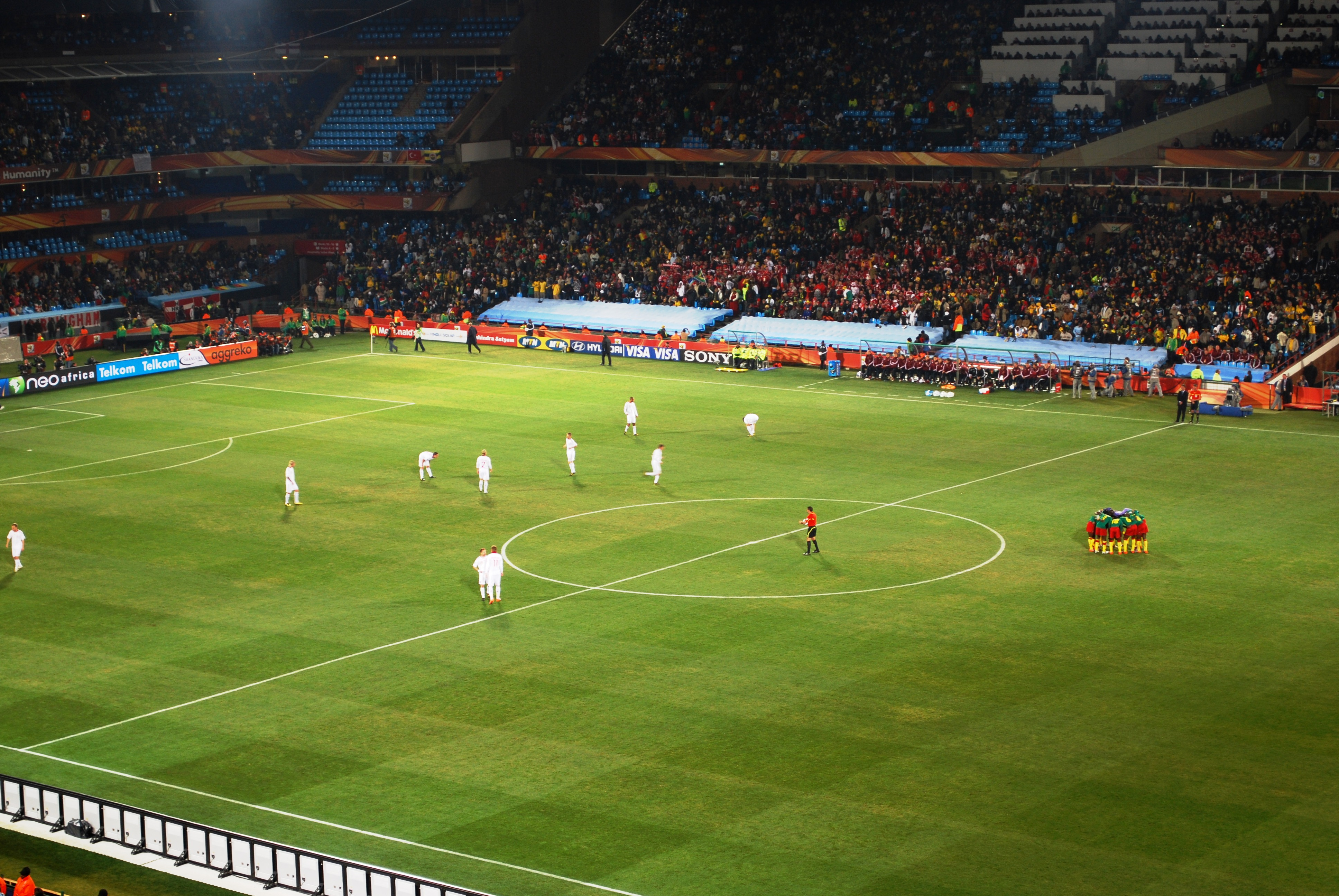
Tegen Denemarken – WK 2010

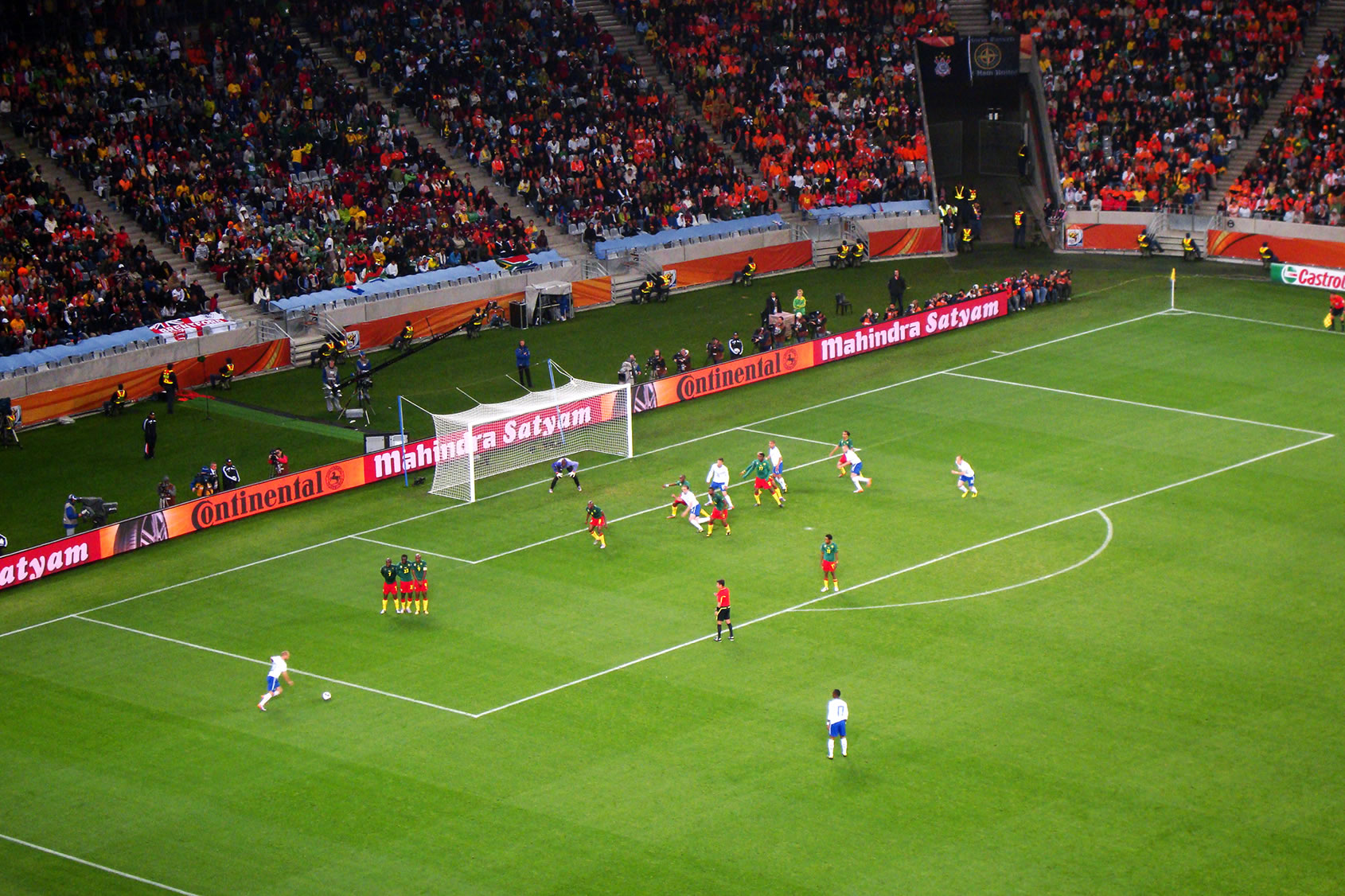
Tegen Nederland – WK 2010

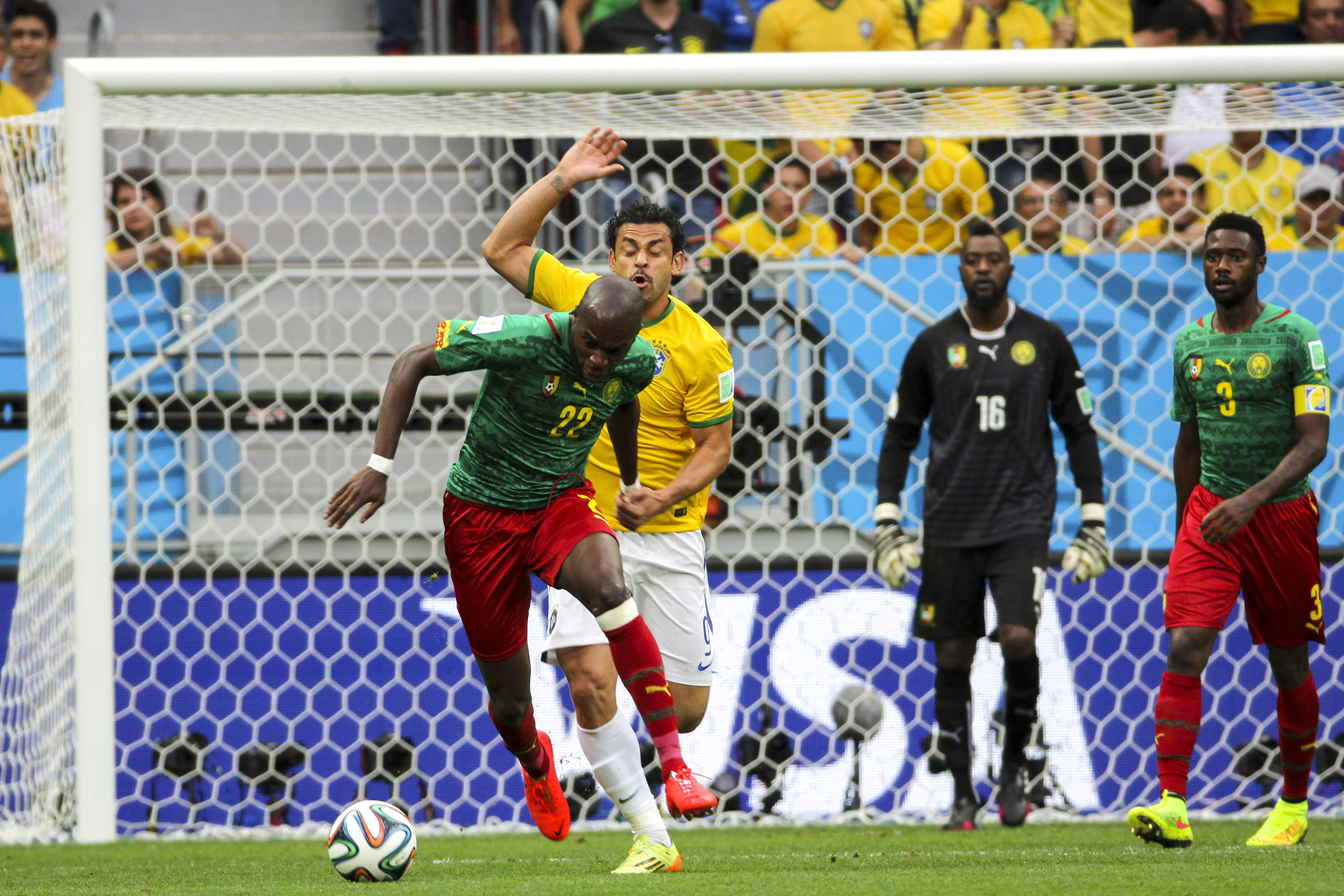
Tegen Brazilië – WK 2014

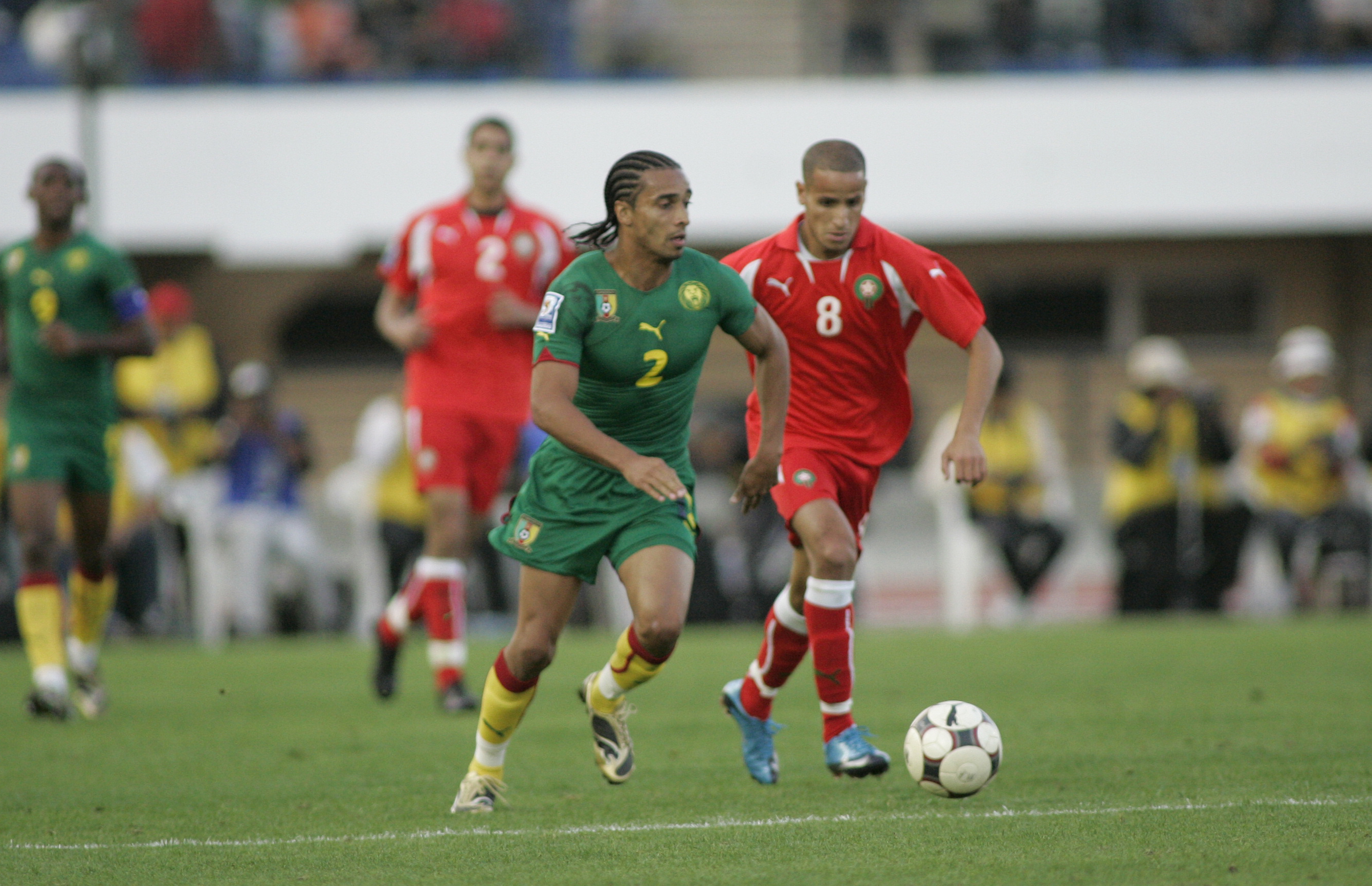
Tegen Marokko

Het Kameroens voetbalelftal, bijgenaamd De Ontembare Leeuwen, is een team van voetballers dat Kameroen vertegenwoordigt bij internationale wedstrijden en competities, zoals de strijd om de CEMAC Cup en de (kwalificatie)wedstrijden voor het WK en de Afrika Cup. Begin jaren negentig van de 20e eeuw was Kameroen het succesvolste Afrikaanse team.
De Fédération Camerounaise de Football werd in 1959 opgericht en is aangesloten bij de CAF en de FIFA (sinds 1964). Het Kameroens voetbalelftal behaalde in november 2006 met de 11e plaats voor het eerste de hoogste positie op de FIFA-wereldranglijst, in januari 2007 en november 2009 werd deze positie ook bereikt. In oktober 2012 werd met de 71e plaats de laagste positie bereikt.

## Deelnames aan internationale toernooien

### Wereldkampioenschap
Tijdens haar debuut op het WK van 1982 werd Kameroen in de eerste ronde uitgeschakeld, ondanks het feit dat de ploeg van de Franse bondscoach Jean Vincent geen enkele wedstrijd verloor. Er werd drie keer gelijkgespeeld, onder meer tegen de latere wereldkampioen (Italië) en nummer drie van het toernooi (Polen). Kameroen slaagde er als tweede Afrikaans land in (na Marokko op het WK van 1986) om de tweede ronde van een WK te bereiken, en het was het eerste Afrikaanse land dat de kwartfinales wist te bereiken. Dit lukte De Ontembare Leeuwen bij het WK van 1990 in Italië. In de openingswedstrijd van dat toernooi zorgde de ploeg direct voor een daverende verrassing door de titelverdediger Argentinië met 1-0 te verslaan. Smaakmaker van het toernooi was de 38-jarige Roger Milla, die vier keer scoorde en dat telkens vierde met een dansje bij de cornervlag.
Met uitzondering van 2006 en 2018 was het Afrikaanse land na 1990 op elk WK actief, maar strandde het telkens in de eerste ronde. Zo ook bij het WK van 2010 in Zuid-Afrika doordat de eerste twee wedstrijden tegen Japan (0-1) en Denemarken (1-2) werden verloren.

#### Mislukte kwalificatie WK 2006
Kameroen ontbrak op het wereldkampioenschap 2006. In de laatste kwalificatiewedstrijd had Kameroen aan winst in de thuiswedstrijd tegen Egypte genoeg voor plaatsing. Die klus leken De Ontembare Leeuwen zonder veel moeite te kunnen klaren. Na de vroege 1-0 van Rudolph Douala maakte Mohamed Shawky echter tien minuten voor tijd de gelijkmaker. In de laatste minuut kreeg Kameroen nog een strafschop, waardoor het WK toch nog binnen leek. Pierre Womé schoot de bal echter op de paal. Hierdoor eindigde Ivoorkust als groepswinnaar en miste Kameroen het WK. Womé moest het land ontvluchten en had het de weken na de uitschakeling nog zwaar te verduren; zijn huis werd in brand gestoken en hij werd met de dood bedreigd.

#### WK voetbal 2014
In 2014, bij het zevende optreden van Kameroen bij een WK-eindronde, wist de ploeg geen potten te breken, net als vier jaar eerder in Zuid-Afrika. Opnieuw verloren de Ontembare Leeuwen drie duels op rij en konden zij zodoende voortijdig naar huis. Op 28 juni eiste president Paul Biya binnen één maand een rapport over "de oorzaak van de roemloze campagne van de 'Ontembare Leeuwen' op het WK van 2014". Ook zijn Ghanese collega John Dramani Mahama eiste opheldering over het teleurstellende optreden van zijn ploeg, die alleen tegen Duitsland (2-2) een puntje had weten te pakken.
Kameroen liet al voor het WK van zich horen door het vertrek naar Brazilië met bijna 24 uur te vertragen, omdat de spelers meer geld eisten van de nationale bond. De Ghanezen dreigden zelfs tijdens het WK met een staking. De regering van Mahama stuurde een vliegtuig met 3 miljoen dollar cash naar Brazilië om dat te voorkomen. De spelers onderling toonden zich ook niet van hun beste kant. Zo deelde Benoit Assou-Ekotto een kopstoot uit aan een medespeler.

#### WK voetbal 2018
Kameroen wist zich niet te plaatsen voor het Wereldkampioenschap voetbal 2018 in Rusland. In de derde ronde van de CAF-zonde eindigde de ploeg als derde in een groep met winnaar Nigeria, Zambia (tweede) en Algerije (vierde). De nationale voetbalbond van Kameroen nam daardoor op 4 december 2017 afscheid van bondscoach Hugo Broos. De Belg had de ploeg eerder dat jaar nog naar de eindzege geleid bij het toernooi om de Afrika Cup. Die prestatie kon hij geen passend vervolg geven.
Broos werd opgevolgd door de Nederlandse oud-international Clarence Seedorf, die werd geflankeerd door Patrick Kluivert. De twee oud-spelers van AFC Ajax werden gepresenteerd op vrijdag 10 augustus 2018 in de hoofdstad Yaoundé. Seedorf en Kluivert tekenden een contract dat loopt tot en met de WK-eindronde van 2022. De eerste opdracht van de twee oud-internationals is de strijd om de Afrika Cup, die in juni 2019 in Egypte wordt gehouden. "We zijn ons ervan bewust dat het een zware klus gaat worden", zei Kluivert bij de perspresentatie. "Maar we houden van hard werken."

#### Resultaten wereldkampioenschap
| Wereldkampioenschap voetbal overzicht | Wereldkampioenschap voetbal overzicht | Wereldkampioenschap voetbal overzicht | Wereldkampioenschap voetbal overzicht | Wereldkampioenschap voetbal overzicht | Wereldkampioenschap voetbal overzicht | Wereldkampioenschap voetbal overzicht | Wereldkampioenschap voetbal overzicht | Wereldkampioenschap voetbal overzicht |
| Jaar                                  | Ronde                                 | Wed.                                  | W                                     | G                                     | V                                     | DV                                    | DT                                    | Kwal                                  |
| ------------------------------------- | ------------------------------------- | ------------------------------------- | ------------------------------------- | ------------------------------------- | ------------------------------------- | ------------------------------------- | ------------------------------------- | ------------------------------------- |
| 1966                                  | Teruggetrokken                        | Teruggetrokken                        | Teruggetrokken                        | Teruggetrokken                        | Teruggetrokken                        | Teruggetrokken                        | Teruggetrokken                        | Teruggetrokken                        |
| 1970                                  | Niet gekwalificeerd                   | Niet gekwalificeerd                   | Niet gekwalificeerd                   | Niet gekwalificeerd                   | Niet gekwalificeerd                   | Niet gekwalificeerd                   | Niet gekwalificeerd                   | Niet gekwalificeerd                   |
| 1974                                  | Niet gekwalificeerd                   | Niet gekwalificeerd                   | Niet gekwalificeerd                   | Niet gekwalificeerd                   | Niet gekwalificeerd                   | Niet gekwalificeerd                   | Niet gekwalificeerd                   | Niet gekwalificeerd                   |
| 1978                                  | Niet gekwalificeerd                   | Niet gekwalificeerd                   | Niet gekwalificeerd                   | Niet gekwalificeerd                   | Niet gekwalificeerd                   | Niet gekwalificeerd                   | Niet gekwalificeerd                   | Niet gekwalificeerd                   |
| 1982                                  | Groepsfase                            | 3                                     | 0                                     | 3                                     | 0                                     | 1                                     | 1                                     | (Kwal.)                               |
| 1986                                  | Niet gekwalificeerd                   | Niet gekwalificeerd                   | Niet gekwalificeerd                   | Niet gekwalificeerd                   | Niet gekwalificeerd                   | Niet gekwalificeerd                   | Niet gekwalificeerd                   | Niet gekwalificeerd                   |
| 1990                                  | Kwartfinale                           | 5                                     | 3                                     | 0                                     | 2                                     | 7                                     | 9                                     | (Kwal.)                               |
| 1994                                  | Groepsfase                            | 3                                     | 0                                     | 1                                     | 2                                     | 3                                     | 11                                    | (Kwal.)                               |
| 1998                                  | Groepsfase                            | 3                                     | 0                                     | 2                                     | 1                                     | 2                                     | 5                                     | (Kwal.)                               |
| 2002                                  | Groepsfase                            | 3                                     | 1                                     | 1                                     | 1                                     | 2                                     | 3                                     | (Kwal.)                               |
| 2006                                  | Niet gekwalificeerd                   | Niet gekwalificeerd                   | Niet gekwalificeerd                   | Niet gekwalificeerd                   | Niet gekwalificeerd                   | Niet gekwalificeerd                   | Niet gekwalificeerd                   | Niet gekwalificeerd                   |
| 2010                                  | Groepsfase                            | 3                                     | 0                                     | 0                                     | 3                                     | 2                                     | 5                                     | (Kwal.)                               |
| 2014                                  | Groepsfase                            | 3                                     | 0                                     | 0                                     | 3                                     | 1                                     | 9                                     | (Kwal.)                               |
| 2018                                  | Niet gekwalificeerd                   | Niet gekwalificeerd                   | Niet gekwalificeerd                   | Niet gekwalificeerd                   | Niet gekwalificeerd                   | Niet gekwalificeerd                   | Niet gekwalificeerd                   | Niet gekwalificeerd                   |
| 2022                                  | Groepsfase                            | 3                                     | 1                                     | 1                                     | 1                                     | 4                                     | 4                                     | (Kwal.)                               |
| 2026                                  | Kwalificatie nog niet begonnen        | Kwalificatie nog niet begonnen        | Kwalificatie nog niet begonnen        | Kwalificatie nog niet begonnen        | Kwalificatie nog niet begonnen        | Kwalificatie nog niet begonnen        | Kwalificatie nog niet begonnen        | Kwalificatie nog niet begonnen        |

### Confederations Cup
In 2001 deed Kameroen mee aan de Confederations Cup omdat het land in 2000 de Afrika Cup wist te winnen. De eerste en tweede wedstrijd werden beiden verloren. Zowel tegen Brazilië als tegen Japan verloor Kameroen met 0–2. De laatste wedstrijd werd gewonnen met 2–0 van Canada, maar dit was onvoldoende voor een plek in de halve finale. In 2003 kwam Kameroen in een poule met Turkije (1–0), Brazilië (1–0) en de Verenigde Staten (0–0). Het land werd eerste in die poule. In de halve finale speelde Kameroen tegen Colombia. Tijdens die wedstrijd sloeg het noodlot toe, in de 72ste minuut zakte Marc-Vivien Foé (speler van Manchester City) ter hoogte van de middellijn in elkaar. Reanimatie mocht niet baten en Foé overleed in de kleedkamer. Hij werd 28 jaar. Kameroen stond op dat moment met 1–0 voor en dit zou ook de uitslag van de wedstrijd zijn. In de finale die volgde zouden de spelers van Kameroen rouwbanden dragen. Het duel werd gewonnen door Frankrijk (0–1), daardoor werd Kameroen op dit toernooi tweede.
| Confederations Cup overzicht | Confederations Cup overzicht | Confederations Cup overzicht | Confederations Cup overzicht | Confederations Cup overzicht | Confederations Cup overzicht | Confederations Cup overzicht | Confederations Cup overzicht | Confederations Cup overzicht |
| Jaar                         | Ronde                        | Wed.                         | W                            | G                            | V                            | DV                           | DT                           |                              |
| ---------------------------- | ---------------------------- | ---------------------------- | ---------------------------- | ---------------------------- | ---------------------------- | ---------------------------- | ---------------------------- | ---------------------------- |
| 2001                         | Groepsfase                   | 3                            | 1                            | 0                            | 2                            | 2                            | 4                            |                              |
| 2003                         | Tweede                       | 5                            | 3                            | 1                            | 1                            | 3                            | 1                            |                              |
| 2017                         | Groepsfase                   | 3                            | 0                            | 1                            | 2                            | 2                            | 6                            |                              |
| Totaal                       | 3 keer                       | 11                           | 4                            | 2                            | 5                            | 7                            | 11                           |                              |

### Afrika Cup
Kameroen speelde in 1967 voor het eerst kwalificatiewedstrijden voor de Afrika Cup. Op 5 februari verloor het land met 0–4 van Tunesië. Een aantal jaar later zou Kameroen zich wel plaatsen. In 1970 speelde in het groepsfase tegen Ivoorkust (3–2) Ethiopië (3–2) en Soedan (1–2). Ondanks de 2 overwinningen plaatste Kameroen zich niet voor de knock-outfase. Drie landen eindigden met 4 punten en omdat Kameroen van de drie landen het minste doelsaldo had plaatste Soedan en Ivoorkust zich. Twee jaar later mocht Kameroen het toernooi organiseren. Nu plaatste het zich wel voor de knock-fase door onder andere twee overwinningen in de poulefase (tegen Kenia werd het 2–1 en tegen Togo werd het 2–0). Uiteindelijk zou Kameroen derde worden. In de halve finale werd namelijk verloren van Congo-Brazzaville. In 1984 en 1988 werd Kameroen kampioen. In 1984 werd de finale bereikt door Algerije na strafschoppen te verslaan in de halve finale. In de finale werd met 3–1 gewonnen van Nigeria. De doelpunten werden gemaakt door Rene N'Djeya, Théophile Abega en Ernest Ebongué. Ook in 1988 was Nigeria de tegenstander in de finale. Nu werd er gewonnen met 1–0 door een penalty in de 55e minuut. Emmanuel Kundé benutte die strafschop. Nigeria was ook in 2000 de tegenstander toen Kameroen weer de finale bereikte. De eindstand na negentig minuten en verlenging was 2–2 waardoor strafschoppen nodig waren. Deze werden gewonnen met 4–3 waardoor Kameroen kampioen wordt. Twee jaar later werd Kameroen weer kampioen. Ook nu moesten er strafschoppen genomen worden na de reguliere speeltijd en verlenging. In deze finale was Senegal de tegenstander. In 2017 werd Kameroen kampioen door in de finale Egypte te verslaan met 2–1.
| Afrika Cup overzicht | Afrika Cup overzicht | Afrika Cup overzicht | Afrika Cup overzicht | Afrika Cup overzicht | Afrika Cup overzicht | Afrika Cup overzicht | Afrika Cup overzicht | Afrika Cup overzicht |
| Jaar                 | Ronde                | Wed.                 | W                    | G                    | V                    | DV                   | DT                   | Kwal                 |
| -------------------- | -------------------- | -------------------- | -------------------- | -------------------- | -------------------- | -------------------- | -------------------- | -------------------- |
| 1968                 | Niet gekwalificeerd  | Niet gekwalificeerd  | Niet gekwalificeerd  | Niet gekwalificeerd  | Niet gekwalificeerd  | Niet gekwalificeerd  | Niet gekwalificeerd  | Niet gekwalificeerd  |
| 1970                 | Groepsfase           | 3                    | 2                    | 0                    | 1                    | 7                    | 5                    | (Kwal.)              |
| 1972                 | Derde                | 5                    | 3                    | 1                    | 1                    | 10                   | 5                    |                      |
| 1974                 | Niet gekwalificeerd  | Niet gekwalificeerd  | Niet gekwalificeerd  | Niet gekwalificeerd  | Niet gekwalificeerd  | Niet gekwalificeerd  | Niet gekwalificeerd  | Niet gekwalificeerd  |
| 1976                 | Niet gekwalificeerd  | Niet gekwalificeerd  | Niet gekwalificeerd  | Niet gekwalificeerd  | Niet gekwalificeerd  | Niet gekwalificeerd  | Niet gekwalificeerd  | Niet gekwalificeerd  |
| 1978                 | Niet gekwalificeerd  | Niet gekwalificeerd  | Niet gekwalificeerd  | Niet gekwalificeerd  | Niet gekwalificeerd  | Niet gekwalificeerd  | Niet gekwalificeerd  | Niet gekwalificeerd  |
| 1980                 | Niet gekwalificeerd  | Niet gekwalificeerd  | Niet gekwalificeerd  | Niet gekwalificeerd  | Niet gekwalificeerd  | Niet gekwalificeerd  | Niet gekwalificeerd  | Niet gekwalificeerd  |
| 1982                 | Groepsfase           | 3                    | 0                    | 3                    | 0                    | 1                    | 1                    | (Kwal.)              |
| 1984                 | Kampioen             | 5                    | 3                    | 1                    | 1                    | 9                    | 3                    | (Kwal.)              |
| 1986                 | Tweede               | 5                    | 3                    | 2                    | 0                    | 8                    | 5                    |                      |
| 1988                 | Kampioen             | 5                    | 3                    | 2                    | 0                    | 4                    | 1                    | (Kwal.)              |
| 1990                 | Groepsfase           | 3                    | 1                    | 0                    | 2                    | 2                    | 3                    |                      |
| 1992                 | Vierde               | 5                    | 2                    | 2                    | 1                    | 4                    | 3                    | (Kwal.)              |
| 1994                 | Niet gekwalificeerd  | Niet gekwalificeerd  | Niet gekwalificeerd  | Niet gekwalificeerd  | Niet gekwalificeerd  | Niet gekwalificeerd  | Niet gekwalificeerd  | Niet gekwalificeerd  |
| 1996                 | Groepsfase           | 3                    | 1                    | 1                    | 1                    | 5                    | 7                    | (Kwal.)              |
| 1998                 | Kwartfinale          | 4                    | 2                    | 1                    | 1                    | 5                    | 4                    | (Kwal.)              |
| 2000                 | Kampioen             | 6                    | 3                    | 2                    | 1                    | 11                   | 5                    | (Kwal.)              |
| 2002                 | Kampioen             | 6                    | 5                    | 1                    | 0                    | 9                    | 0                    |                      |
| 2004                 | Kwartfinale          | 4                    | 1                    | 2                    | 1                    | 7                    | 6                    |                      |
| 2006                 | Kwartfinale          | 4                    | 3                    | 1                    | 0                    | 8                    | 2                    | (Kwal.)              |
| 2008                 | Tweede               | 6                    | 4                    | 0                    | 2                    | 14                   | 8                    | (Kwal.)              |
| 2010                 | Kwartfinale          | 4                    | 1                    | 1                    | 2                    | 6                    | 8                    | (Kwal.)              |
| 2012                 | Niet gekwalificeerd  | Niet gekwalificeerd  | Niet gekwalificeerd  | Niet gekwalificeerd  | Niet gekwalificeerd  | Niet gekwalificeerd  | Niet gekwalificeerd  | Niet gekwalificeerd  |
| 2013                 | Niet gekwalificeerd  | Niet gekwalificeerd  | Niet gekwalificeerd  | Niet gekwalificeerd  | Niet gekwalificeerd  | Niet gekwalificeerd  | Niet gekwalificeerd  | Niet gekwalificeerd  |
| 2015                 | Groepsfase           | 3                    | 0                    | 2                    | 1                    | 2                    | 3                    | (Kwal.)              |
| 2017                 | Kampioen             | 6                    | 3                    | 3                    | 0                    | 7                    | 3                    | (Kwal.)              |
| 2019                 | Achtste finale       | 4                    | 1                    | 2                    | 1                    | 4                    | 3                    | (Kwal.)              |
| 2021                 | Derde                | 3                    | 4                    | 3                    | 0                    | 14                   | 7                    | (Kwal.)              |
| 2023                 | Achtste finale       | 4                    | 1                    | 1                    | 2                    | 5                    | 6                    | (Kwal.)              |
| 2025                 |                      |                      |                      |                      |                      |                      |                      | (Kwal.)              |

### African Championship of Nations
Bij de African Championship of Nations mogen de landen alleen spelers uit de eigen competitie opstellen.
| African Championship of Nations overzicht | African Championship of Nations overzicht | African Championship of Nations overzicht | African Championship of Nations overzicht | African Championship of Nations overzicht | African Championship of Nations overzicht | African Championship of Nations overzicht | African Championship of Nations overzicht | African Championship of Nations overzicht |
| Jaar                                      | Ronde                                     | Wed.                                      | W                                         | G                                         | V                                         | DV                                        | DT                                        | Kwal                                      |
| ----------------------------------------- | ----------------------------------------- | ----------------------------------------- | ----------------------------------------- | ----------------------------------------- | ----------------------------------------- | ----------------------------------------- | ----------------------------------------- | ----------------------------------------- |
| 2009                                      | Niet gekwalificeerd                       | Niet gekwalificeerd                       | Niet gekwalificeerd                       | Niet gekwalificeerd                       | Niet gekwalificeerd                       | Niet gekwalificeerd                       | Niet gekwalificeerd                       | Niet gekwalificeerd                       |
| 2011                                      | Kwartfinale                               | 4                                         | 3                                         | 1                                         | 0                                         | 5                                         | 0                                         | (Kwal.)                                   |
| 2014                                      | Niet gekwalificeerd                       | Niet gekwalificeerd                       | Niet gekwalificeerd                       | Niet gekwalificeerd                       | Niet gekwalificeerd                       | Niet gekwalificeerd                       | Niet gekwalificeerd                       | Niet gekwalificeerd                       |
| 2016                                      | Kwartfinale                               | 4                                         | 2                                         | 1                                         | 1                                         | 4                                         | 4                                         | (Kwal.)                                   |
| 2018                                      | Groepsfase                                | 3                                         | 0                                         | 1                                         | 2                                         | 1                                         | 3                                         | (Kwal.)                                   |
| 2020                                      | Vierde                                    | 6                                         | 2                                         | 2                                         | 2                                         | 4                                         | 8                                         |                                           |
| 2022                                      | Groepsfase                                | 2                                         | 1                                         | 0                                         | 1                                         | 1                                         | 1                                         | (Kwal.)                                   |

### UDEAC Cup / CEMAC Cup
Kameroen is een van de landen die deel nam aan het UDEAC kampioenschap en deel neemt aan de CEMAC Cup. Het is redelijk succesvol, want het land werd zeven keer kampioen. Naast deze 7 overwinningen bereikte het land ook nog eens vier keer de finale zonder deze te winnen. Op die toernooien werd het land dus tweede. Tussen 2003 en 2008 stuurde het land een amateurteam naar dit toernooi.
| UDEAC Cup overzicht | UDEAC Cup overzicht | UDEAC Cup overzicht | UDEAC Cup overzicht | UDEAC Cup overzicht | UDEAC Cup overzicht | UDEAC Cup overzicht | UDEAC Cup overzicht | UDEAC Cup overzicht |
| Jaar                | Ronde               | Wed.                | W                   | G                   | V                   | DV                  | DT                  |                     |
| ------------------- | ------------------- | ------------------- | ------------------- | ------------------- | ------------------- | ------------------- | ------------------- | ------------------- |
| 1984                | Kampioen            | 4                   | 2                   | 2                   | 0                   | 11                  | 3                   |                     |
| 1985                | Derde               | 4                   | 2                   | 1                   | 1                   | 6                   | 4                   |                     |
| 1986                | Kampioen            | 4                   | 4                   | 0                   | 0                   | 10                  | 2                   |                     |
| 1987                | Tweede              | 4                   | 2                   | 1                   | 1                   | 2                   | 1                   |                     |
| 1988                | Kampioen            | 4                   | 3                   | 1                   | 0                   | 5                   | 1                   |                     |
| 1989                | Kampioen            | 4                   | 3                   | 1                   | 0                   | 5                   | 2                   |                     |
| 1990                | Tweede              | 4                   | 3                   | 0                   | 1                   | 7                   | 3                   |                     |
| CEMAC Cup overzicht |                     |                     |                     |                     |                     |                     |                     |                     |
| Jaar                | Ronde               | Wed.                | W                   | G                   | V                   | DV                  | DT                  |                     |
| 2003                | Kampioen            | 4                   | 2                   | 1                   | 1                   | 7                   | 5                   |                     |
| 2005                | Kampioen            | 4                   | 2                   | 2                   | 0                   | 5                   | 1                   |                     |
| 2006                | Tweede              | 4                   | 2                   | 2                   | 0                   | 4                   | 1                   |                     |
| 2007                | Groepsfase          | 2                   | 0                   | 1                   | 1                   | 1                   | 2                   |                     |
| 2008                | Kampioen            | 4                   | 3                   | 0                   | 1                   | 6                   | 2                   |                     |
| 2009                | Groepsfase          | 2                   | 1                   | 0                   | 1                   | 1                   | 1                   |                     |
| 2010                | Tweede              | 4                   | 2                   | 2                   | 0                   | 4                   | 2                   |                     |
| 2013                | Vierde              | 4                   | 1                   | 1                   | 2                   | 5                   | 8                   |                     |
| 2014                | Derde               | 4                   | 1                   | 2                   | 1                   | 1                   | 2                   |                     |

## FIFA-wereldranglijst[4]
| 1993 | 1994 | 1995 | 1996 | 1997 | 1998 | 1999 | 2000 | 2001 | 2002 | 2003 | 2004 | 2005 | 2006 | 2007 | 2008 | 2009 | 2010 | 2011 | 2012 | 2013 | 2014 | 2015 | 2016 | 2017 | 2018 |
| ---- | ---- | ---- | ---- | ---- | ---- | ---- | ---- | ---- | ---- | ---- | ---- | ---- | ---- | ---- | ---- | ---- | ---- | ---- | ---- | ---- | ---- | ---- | ---- | ---- | ---- |
| 23   | 31   | 37   | 56   | 53   | 41   | 58   | 39   | 38   | 16   | 14   | 23   | 23   | 11   | 24   | 14   | 11   | 37   | 50   | 61   | 50   | 42   | 59   | 65   | 45   | 55   |

## Bondscoaches
- Branko Žutić (1980-1982)
- Jean Vincent (1982)
- Karl-Heinz Weigang (1983-1984)
- Claude Le Roy (1985-1988)
- Valeri Nepomnyaschiy (1988-1990)
- Philippe Redon(1991-1992)
- Jules Nyongha (1993-1994)
- Henri Michel (1994)
- Jules Nyongha (1994-1996)
- Henri Depireux (1996-1997)
- Jean Manga Onguene (1997-1998)
- Claude Le Roy (1998)
- Pierre Lechantre (1998-2000)
- Jean-Paul Akono (2000-2001)
- Pierre Lechantre (2001)
- Robert Corfu (2001)
- Winfried Schäfer (2001-2004)
- Artur Jorge (2005-2006)
- Arie Haan (2006-2007)
- Jules Nyongha (2007)
- Otto Pfister (2007-2009)
- Thomas N'Kono (2009)
- Paul Le Guen (2009-2010)
- Javier Clemente (2010-2011)
- Denis Lavagne (2011-2012)
- Jean-Paul Akono (2012-2013)
- Volker Finke (2013-2015)
- Alexandre Belinga (2015-2016)
- Hugo Broos (2016-2017)
- Clarence Seedorf (2018-2019)
- Toni Conceiçao (2019-2022)
- Rigobert Song (2022-)

## Huidige selectie
De volgende spelers werden opgenomen in de selectie voor het WK 2022.
Interlands en doelpunten bijgewerkt tot en met de wedstrijd tegen  Jamaica op 9 november 2022.
| Doel                       |    |    |                        |
| André Onana                | 31 | 0  | Internazionale         |
| Devis Epassy               | 5  | 0  | Abha                   |
| Simon Ngapandouetnbu       | 0  | 0  | Olympique de Marseille |
| Verdediging                |    |    |                        |
| Nicolas N'Koulou           | 76 | 2  | Aris Saloniki          |
| Collins Fai                | 50 | 0  | Al-Tai                 |
| Nouhou Tolo                | 16 | 0  | Seattle Sounders       |
| Jean-Charles Castelletto   | 12 | 0  | FC Nantes              |
| Olivier Mbaizo             | 11 | 0  | Philadelphia Union     |
| Enzo Ebosse                | 1  | 0  | Udinese                |
| Christopher Wooh           | 1  | 0  | Stade Rennais          |
| Middenveld                 |    |    |                        |
| André-Frank Zambo Anguissa | 42 | 5  | Napoli                 |
| Pierre Kunde               | 30 | 1  | Olympiakos             |
| Samuel Gouet               | 21 | 0  | KV Mechelen            |
| Martin Hongla              | 17 | 0  | Hellas Verona          |
| Gaël Ondoua                | 3  | 0  | Hannover 96            |
| Olivier Ntcham             | 2  | 0  | Swansea City           |
| Jerome Ngom Mbekeli        | 0  | 0  | APEJES Academy         |
| Aanval                     |    |    |                        |
| Vincent Aboubakar          | 88 | 33 | Al-Nassr               |
| Eric Maxim Choupo-Moting   | 68 | 18 | Bayern München         |
| Karl Toko Ekambi           | 50 | 12 | Olympique Lyon         |
| Christian Bassogog         | 42 | 7  | Shanghai Shenhua       |
| Jean-Pierre Nsame          | 3  | 0  | Young Boys             |
| Bryan Mbeumo               | 1  | 0  | Brentford              |
| Georges-Kévin N'Koudou     | 1  | 0  | Beşiktaş               |
| Marou Souaibou             | 0  | 0  | Coton Sport            |

## Selecties

### Wereldkampioenschap
| Selectie van Kameroen tijdens het Wereldkampioenschap 1982 | Selectie van Kameroen tijdens het Wereldkampioenschap 1982 | Selectie van Kameroen tijdens het Wereldkampioenschap 1982 | Selectie van Kameroen tijdens het Wereldkampioenschap 1982 | Selectie van Kameroen tijdens het Wereldkampioenschap 1982 | Selectie van Kameroen tijdens het Wereldkampioenschap 1982 | Selectie van Kameroen tijdens het Wereldkampioenschap 1982 | Selectie van Kameroen tijdens het Wereldkampioenschap 1982 | Selectie van Kameroen tijdens het Wereldkampioenschap 1982 |
| №                                                          | Naam                                                       | Wed.                                                       | Dlpnt.                                                     | Club                                                       |                                                            |                                                            |                                                            |                                                            |
| ---------------------------------------------------------- | ---------------------------------------------------------- | ---------------------------------------------------------- | ---------------------------------------------------------- | ---------------------------------------------------------- | ---------------------------------------------------------- | ---------------------------------------------------------- | ---------------------------------------------------------- | ---------------------------------------------------------- |
| Doel                                                       |                                                            |                                                            |                                                            |                                                            |                                                            |                                                            |                                                            |                                                            |
| 1                                                          | Thomas N'Kono                                              |                                                            |                                                            | Canon Yaoundé                                              |                                                            |                                                            |                                                            |                                                            |
| 12                                                         | Joseph-Antoine Bell                                        |                                                            |                                                            | ASEC Mimosas                                               |                                                            |                                                            |                                                            |                                                            |
| 22                                                         | Simon Tchobang                                             |                                                            |                                                            | Dynamo Duala                                               |                                                            |                                                            |                                                            |                                                            |
| Verdediging                                                |                                                            |                                                            |                                                            |                                                            |                                                            |                                                            |                                                            |                                                            |
| 2                                                          | Michel Kaham                                               |                                                            |                                                            | Stade Quimpérois                                           |                                                            |                                                            |                                                            |                                                            |
| 3                                                          | Edmond Enoka                                               |                                                            |                                                            | Dynamo Duala                                               |                                                            |                                                            |                                                            |                                                            |
| 4                                                          | Rene N'Djeya                                               |                                                            |                                                            | Union Douala                                               |                                                            |                                                            |                                                            |                                                            |
| 5                                                          | Elie Onana                                                 |                                                            |                                                            | Federal Foumban                                            |                                                            |                                                            |                                                            |                                                            |
| 6                                                          | Emmanuel Kundé                                             |                                                            |                                                            | Canon Yaoundé                                              |                                                            |                                                            |                                                            |                                                            |
| 7                                                          | Ephrem M'Bom                                               |                                                            |                                                            | Canon Yaoundé                                              |                                                            |                                                            |                                                            |                                                            |
| Middenveld                                                 |                                                            |                                                            |                                                            |                                                            |                                                            |                                                            |                                                            |                                                            |
| 8                                                          | Grégoire M'Bida                                            |                                                            |                                                            | Canon Yaoundé                                              |                                                            |                                                            |                                                            |                                                            |
| 10                                                         | Jean-Pierre Tokoto                                         |                                                            |                                                            | Jacksonville Tea Men                                       |                                                            |                                                            |                                                            |                                                            |
| 14                                                         | Théophile Abega                                            |                                                            |                                                            | Canon Yaoundé                                              |                                                            |                                                            |                                                            |                                                            |
| 16                                                         | Ibrahim Aoudou                                             |                                                            |                                                            | AS Cannes                                                  |                                                            |                                                            |                                                            |                                                            |
| 17                                                         | Joseph Kamga                                               |                                                            |                                                            | Union Douala                                               |                                                            |                                                            |                                                            |                                                            |
| 19                                                         | Joseph Enanga                                              |                                                            |                                                            | Union Douala                                               |                                                            |                                                            |                                                            |                                                            |
| Aanval                                                     |                                                            |                                                            |                                                            |                                                            |                                                            |                                                            |                                                            |                                                            |
| 9                                                          | Roger Milla                                                |                                                            |                                                            | SC Bastia                                                  |                                                            |                                                            |                                                            |                                                            |
| 11                                                         | Charles Toubé                                              |                                                            |                                                            | Tonnerre Yaoundé                                           |                                                            |                                                            |                                                            |                                                            |
| 13                                                         | Paul Bahoken                                               |                                                            |                                                            | AS Cannes                                                  |                                                            |                                                            |                                                            |                                                            |
| 15                                                         | Francois N'Doumbe                                          |                                                            |                                                            | Union Douala                                               |                                                            |                                                            |                                                            |                                                            |
| 18                                                         | Jacques N'Guea                                             |                                                            |                                                            | Canon Yaoundé                                              |                                                            |                                                            |                                                            |                                                            |
| 20                                                         | Oscar Eyobo                                                |                                                            |                                                            | Dynamo Duala                                               |                                                            |                                                            |                                                            |                                                            |
| 21                                                         | Érnest Ebongué                                             |                                                            |                                                            | Tonnerre Yaoundé                                           |                                                            |                                                            |                                                            |                                                            |
| Bondscoach: Jean Vincent                                   |                                                            |                                                            |                                                            |                                                            |                                                            |                                                            |                                                            |                                                            |

| Selectie van Kameroen tijdens het Wereldkampioenschap 1990 | Selectie van Kameroen tijdens het Wereldkampioenschap 1990 | Selectie van Kameroen tijdens het Wereldkampioenschap 1990 | Selectie van Kameroen tijdens het Wereldkampioenschap 1990 | Selectie van Kameroen tijdens het Wereldkampioenschap 1990 | Selectie van Kameroen tijdens het Wereldkampioenschap 1990 | Selectie van Kameroen tijdens het Wereldkampioenschap 1990 | Selectie van Kameroen tijdens het Wereldkampioenschap 1990 | Selectie van Kameroen tijdens het Wereldkampioenschap 1990 |
| №                                                          | Naam                                                       | Wed.                                                       | Dlpnt.                                                     | Club                                                       |                                                            |                                                            |                                                            |                                                            |
| ---------------------------------------------------------- | ---------------------------------------------------------- | ---------------------------------------------------------- | ---------------------------------------------------------- | ---------------------------------------------------------- | ---------------------------------------------------------- | ---------------------------------------------------------- | ---------------------------------------------------------- | ---------------------------------------------------------- |
| Doel                                                       |                                                            |                                                            |                                                            |                                                            |                                                            |                                                            |                                                            |                                                            |
| 1                                                          | Joseph-Antoine Bell                                        |                                                            |                                                            | Girondins Bordeaux                                         |                                                            |                                                            |                                                            |                                                            |
| 16                                                         | Thomas N'Kono                                              |                                                            |                                                            | RCD Espanyol                                               |                                                            |                                                            |                                                            |                                                            |
| 22                                                         | Jacques Songo'o                                            |                                                            |                                                            | Sporting Toulon Var                                        |                                                            |                                                            |                                                            |                                                            |
| Verdediging                                                |                                                            |                                                            |                                                            |                                                            |                                                            |                                                            |                                                            |                                                            |
| 2                                                          | André Kana-Biyik                                           |                                                            |                                                            | Le Havre AC                                                |                                                            |                                                            |                                                            |                                                            |
| 3                                                          | Jules Onana                                                |                                                            |                                                            | Canon Yaoundé                                              |                                                            |                                                            |                                                            |                                                            |
| 4                                                          | Benjamin Massing                                           |                                                            |                                                            | US Créteil                                                 |                                                            |                                                            |                                                            |                                                            |
| 5                                                          | Bertin Ebwellé                                             |                                                            |                                                            | Tonnerre Yaoundé                                           |                                                            |                                                            |                                                            |                                                            |
| 6                                                          | Emmanuel Kundé                                             |                                                            |                                                            | Prevoyance Yaoundé                                         |                                                            |                                                            |                                                            |                                                            |
| 14                                                         | Stephen Tataw                                              |                                                            |                                                            | Tonnerre Yaoundé                                           |                                                            |                                                            |                                                            |                                                            |
| 17                                                         | Victor N'Dip                                               |                                                            |                                                            | Canon Yaoundé                                              |                                                            |                                                            |                                                            |                                                            |
| Middenveld                                                 |                                                            |                                                            |                                                            |                                                            |                                                            |                                                            |                                                            |                                                            |
| 8                                                          | Émile M'Bouh                                               |                                                            |                                                            | Vitória Guimarães                                          |                                                            |                                                            |                                                            |                                                            |
| 10                                                         | Louis M'Fedé                                               |                                                            |                                                            | Canon Yaoundé                                              |                                                            |                                                            |                                                            |                                                            |
| 12                                                         | Alphonse Yombi                                             |                                                            |                                                            | Canon Yaoundé                                              |                                                            |                                                            |                                                            |                                                            |
| 13                                                         | Jean-Claude Pagal                                          |                                                            |                                                            | AS Saint-Étienne                                           |                                                            |                                                            |                                                            |                                                            |
| 15                                                         | Thomas Libiih                                              |                                                            |                                                            | Tonnerre Yaoundé                                           |                                                            |                                                            |                                                            |                                                            |
| 19                                                         | Roger Feutmba                                              |                                                            |                                                            | Union Sportive Douala                                      |                                                            |                                                            |                                                            |                                                            |
| 20                                                         | Cyrille Makanaky                                           |                                                            |                                                            | CD Málaga                                                  |                                                            |                                                            |                                                            |                                                            |
| 21                                                         | Emmanuel Mabdean                                           |                                                            |                                                            | Canon Yaoundé                                              |                                                            |                                                            |                                                            |                                                            |
| Aanval                                                     |                                                            |                                                            |                                                            |                                                            |                                                            |                                                            |                                                            |                                                            |
| 7                                                          | François Omam-Biyik                                        |                                                            |                                                            | Stade Rennes                                               |                                                            |                                                            |                                                            |                                                            |
| 9                                                          | Roger Milla                                                |                                                            |                                                            | Tonnerre Yaoundé                                           |                                                            |                                                            |                                                            |                                                            |
| 11                                                         | Eugéne Ekéké                                               |                                                            |                                                            | US Valenciennes                                            |                                                            |                                                            |                                                            |                                                            |
| 18                                                         | Boneventure Djonkep                                        |                                                            |                                                            | Union Sportive Douala                                      |                                                            |                                                            |                                                            |                                                            |
| Bondscoach: Valery Nepomnyashchy                           |                                                            |                                                            |                                                            |                                                            |                                                            |                                                            |                                                            |                                                            |

| Selectie van Kameroen tijdens het Wereldkampioenschap 1994 | Selectie van Kameroen tijdens het Wereldkampioenschap 1994 | Selectie van Kameroen tijdens het Wereldkampioenschap 1994 | Selectie van Kameroen tijdens het Wereldkampioenschap 1994 | Selectie van Kameroen tijdens het Wereldkampioenschap 1994 | Selectie van Kameroen tijdens het Wereldkampioenschap 1994 | Selectie van Kameroen tijdens het Wereldkampioenschap 1994 | Selectie van Kameroen tijdens het Wereldkampioenschap 1994 | Selectie van Kameroen tijdens het Wereldkampioenschap 1994 |
| №                                                          | Naam                                                       | Wed.                                                       | Dlpnt.                                                     | Club                                                       |                                                            |                                                            |                                                            |                                                            |
| ---------------------------------------------------------- | ---------------------------------------------------------- | ---------------------------------------------------------- | ---------------------------------------------------------- | ---------------------------------------------------------- | ---------------------------------------------------------- | ---------------------------------------------------------- | ---------------------------------------------------------- | ---------------------------------------------------------- |
| Doel                                                       |                                                            |                                                            |                                                            |                                                            |                                                            |                                                            |                                                            |                                                            |
| 1                                                          | Joseph-Antoine Bell                                        |                                                            |                                                            | AS Saint-Étienne                                           |                                                            |                                                            |                                                            |                                                            |
| 21                                                         | Thomas N'Kono                                              |                                                            |                                                            | Club Bolívar                                               |                                                            |                                                            |                                                            |                                                            |
| 22                                                         | Jacques Songo'o                                            |                                                            |                                                            | FC Metz                                                    |                                                            |                                                            |                                                            |                                                            |
| Verdediging                                                |                                                            |                                                            |                                                            |                                                            |                                                            |                                                            |                                                            |                                                            |
| 2                                                          | André Kana-Biyik                                           |                                                            |                                                            | Le Havre AC                                                |                                                            |                                                            |                                                            |                                                            |
| 3                                                          | Rigobert Song                                              |                                                            |                                                            | Tonnerre Yaoundé                                           |                                                            |                                                            |                                                            |                                                            |
| 4                                                          | Samuel Ekemé                                               |                                                            |                                                            | Canon Yaoundé                                              |                                                            |                                                            |                                                            |                                                            |
| 5                                                          | Victor N'Dip                                               |                                                            |                                                            | Olympic Mvolye                                             |                                                            |                                                            |                                                            |                                                            |
| 13                                                         | Raymond Kalla                                              |                                                            |                                                            | Canon Yaoundé                                              |                                                            |                                                            |                                                            |                                                            |
| 14                                                         | Stephen Tataw                                              |                                                            |                                                            | Olympic Mvolye                                             |                                                            |                                                            |                                                            |                                                            |
| 15                                                         | Hans Agbo                                                  |                                                            |                                                            | Olympic Mvolye                                             |                                                            |                                                            |                                                            |                                                            |
| Middenveld                                                 |                                                            |                                                            |                                                            |                                                            |                                                            |                                                            |                                                            |                                                            |
| 8                                                          | Émile M'Bouh                                               |                                                            |                                                            | Nadi Qatar                                                 |                                                            |                                                            |                                                            |                                                            |
| 6                                                          | Thomas Libiih                                              |                                                            |                                                            | Ohod Club                                                  |                                                            |                                                            |                                                            |                                                            |
| 10                                                         | Louis M'Fedé                                               |                                                            |                                                            | Canon Yaoundé                                              |                                                            |                                                            |                                                            |                                                            |
| 11                                                         | Emmanuel Maboang                                           |                                                            |                                                            | Rio Ave FC                                                 |                                                            |                                                            |                                                            |                                                            |
| 12                                                         | Paul Loga                                                  |                                                            |                                                            | Prevoyance Yaoundé                                         |                                                            |                                                            |                                                            |                                                            |
| 17                                                         | Marc-Vivien Foé                                            |                                                            |                                                            | Canon Yaoundé                                              |                                                            |                                                            |                                                            |                                                            |
| 18                                                         | Jean-Pierre Fiala                                          |                                                            |                                                            | Canon Yaoundé                                              |                                                            |                                                            |                                                            |                                                            |
| Aanval                                                     |                                                            |                                                            |                                                            |                                                            |                                                            |                                                            |                                                            |                                                            |
| 7                                                          | François Omam-Biyik                                        |                                                            |                                                            | RC Lens                                                    |                                                            |                                                            |                                                            |                                                            |
| 9                                                          | Roger Milla                                                |                                                            |                                                            | Tonnerre Yaoundé                                           |                                                            |                                                            |                                                            |                                                            |
| 16                                                         | Alphonse Tchami                                            |                                                            |                                                            | Odense BK                                                  |                                                            |                                                            |                                                            |                                                            |
| 19                                                         | David Embé                                                 |                                                            |                                                            | Belenenses                                                 |                                                            |                                                            |                                                            |                                                            |
| 20                                                         | Georges Mouyémé                                            |                                                            |                                                            | Troyes AC                                                  |                                                            |                                                            |                                                            |                                                            |
| Bondscoach: Henri Michel                                   |                                                            |                                                            |                                                            |                                                            |                                                            |                                                            |                                                            |                                                            |

| Selectie van Kameroen tijdens het Wereldkampioenschap 2014 | Selectie van Kameroen tijdens het Wereldkampioenschap 2014 | Selectie van Kameroen tijdens het Wereldkampioenschap 2014 | Selectie van Kameroen tijdens het Wereldkampioenschap 2014 | Selectie van Kameroen tijdens het Wereldkampioenschap 2014 | Selectie van Kameroen tijdens het Wereldkampioenschap 2014 | Selectie van Kameroen tijdens het Wereldkampioenschap 2014 | Selectie van Kameroen tijdens het Wereldkampioenschap 2014 | Selectie van Kameroen tijdens het Wereldkampioenschap 2014 |
| №                                                          | Naam                                                       | Wed.                                                       | Dlpnt.                                                     | Club                                                       |                                                            |                                                            |                                                            |                                                            |
| ---------------------------------------------------------- | ---------------------------------------------------------- | ---------------------------------------------------------- | ---------------------------------------------------------- | ---------------------------------------------------------- | ---------------------------------------------------------- | ---------------------------------------------------------- | ---------------------------------------------------------- | ---------------------------------------------------------- |
| Doel                                                       |                                                            |                                                            |                                                            |                                                            |                                                            |                                                            |                                                            |                                                            |
| 1                                                          | Loïc Feudjou                                               |                                                            |                                                            | Cotonsport Garoua                                          |                                                            |                                                            |                                                            |                                                            |
| 16                                                         | Charles Itandje                                            |                                                            |                                                            | Konyaspor                                                  |                                                            |                                                            |                                                            |                                                            |
| 23                                                         | Sammy N'Djock                                              |                                                            |                                                            | Fethiyespor                                                |                                                            |                                                            |                                                            |                                                            |
| Verdediging                                                |                                                            |                                                            |                                                            |                                                            |                                                            |                                                            |                                                            |                                                            |
| 2                                                          | Benoît Assou-Ekotto                                        |                                                            |                                                            | Queens Park Rangers                                        |                                                            |                                                            |                                                            |                                                            |
| 3                                                          | Nicolas N'Koulou                                           |                                                            |                                                            | Olympique Marseille                                        |                                                            |                                                            |                                                            |                                                            |
| 4                                                          | Cédric Djeugoué                                            |                                                            |                                                            | Cotonsport Garoua                                          |                                                            |                                                            |                                                            |                                                            |
| 5                                                          | Dany Nounkeu                                               |                                                            |                                                            | Galatasaray                                                |                                                            |                                                            |                                                            |                                                            |
| 12                                                         | Henri Bedimo                                               |                                                            |                                                            | Olympique Lyon                                             |                                                            |                                                            |                                                            |                                                            |
| 14                                                         | Aurélien Chedjou                                           |                                                            |                                                            | Galatasaray                                                |                                                            |                                                            |                                                            |                                                            |
| 22                                                         | Allan Nyom                                                 |                                                            |                                                            | Granada                                                    |                                                            |                                                            |                                                            |                                                            |
| Middenveld                                                 |                                                            |                                                            |                                                            |                                                            |                                                            |                                                            |                                                            |                                                            |
| 6                                                          | Alex Song                                                  |                                                            |                                                            | FC Barcelona                                               |                                                            |                                                            |                                                            |                                                            |
| 7                                                          | Landry N'Guémo                                             |                                                            |                                                            | Girondins de Bordeaux                                      |                                                            |                                                            |                                                            |                                                            |
| 11                                                         | Jean Makoun                                                |                                                            |                                                            | Stade Rennais                                              |                                                            |                                                            |                                                            |                                                            |
| 17                                                         | Stéphane Mbia                                              |                                                            |                                                            | Sevilla                                                    |                                                            |                                                            |                                                            |                                                            |
| 18                                                         | Eyong Enoh                                                 |                                                            |                                                            | Antalyaspor                                                |                                                            |                                                            |                                                            |                                                            |
| 20                                                         | Edgar Salli                                                |                                                            |                                                            | RC Lens                                                    |                                                            |                                                            |                                                            |                                                            |
| 21                                                         | Joël Matip                                                 |                                                            |                                                            | Schalke 04                                                 |                                                            |                                                            |                                                            |                                                            |
| Aanval                                                     |                                                            |                                                            |                                                            |                                                            |                                                            |                                                            |                                                            |                                                            |
| 8                                                          | Benjamin Moukandjo                                         |                                                            |                                                            | AS Nancy                                                   |                                                            |                                                            |                                                            |                                                            |
| 9                                                          | Samuel Eto'o                                               |                                                            |                                                            | Chelsea                                                    |                                                            |                                                            |                                                            |                                                            |
| 10                                                         | Vincent Aboubakar                                          |                                                            |                                                            | FC Lorient                                                 |                                                            |                                                            |                                                            |                                                            |
| 13                                                         | Eric Maxim Choupo-Moting                                   |                                                            |                                                            | Mainz 05                                                   |                                                            |                                                            |                                                            |                                                            |
| 15                                                         | Pierre Webó                                                |                                                            |                                                            | Fenerbahçe                                                 |                                                            |                                                            |                                                            |                                                            |
| 19                                                         | Fabrice Olinga                                             |                                                            |                                                            | Zulte Waregem                                              |                                                            |                                                            |                                                            |                                                            |
| Bondscoach: Volker Finke                                   |                                                            |                                                            |                                                            |                                                            |                                                            |                                                            |                                                            |                                                            |

### FIFA Confederations Cup
| Selectie van Kameroen tijdens de FIFA Confederations Cup 2017 | Selectie van Kameroen tijdens de FIFA Confederations Cup 2017 | Selectie van Kameroen tijdens de FIFA Confederations Cup 2017 | Selectie van Kameroen tijdens de FIFA Confederations Cup 2017 | Selectie van Kameroen tijdens de FIFA Confederations Cup 2017 | Selectie van Kameroen tijdens de FIFA Confederations Cup 2017 | Selectie van Kameroen tijdens de FIFA Confederations Cup 2017 | Selectie van Kameroen tijdens de FIFA Confederations Cup 2017 | Selectie van Kameroen tijdens de FIFA Confederations Cup 2017 |
| №                                                             | Naam                                                          | Wed.                                                          | Dlpnt.                                                        | Club                                                          |                                                               |                                                               |                                                               |                                                               |
| ------------------------------------------------------------- | ------------------------------------------------------------- | ------------------------------------------------------------- | ------------------------------------------------------------- | ------------------------------------------------------------- | ------------------------------------------------------------- | ------------------------------------------------------------- | ------------------------------------------------------------- | ------------------------------------------------------------- |
| Doel                                                          |                                                               |                                                               |                                                               |                                                               |                                                               |                                                               |                                                               |                                                               |
| 1                                                             | Fabrice Ondoa                                                 |                                                               |                                                               | Sevilla Atlético                                              |                                                               |                                                               |                                                               |                                                               |
| 16                                                            | André Onana                                                   |                                                               |                                                               | AFC Ajax                                                      |                                                               |                                                               |                                                               |                                                               |
| 23                                                            | Georges Bokwé                                                 |                                                               |                                                               | Mjøndalen IF                                                  |                                                               |                                                               |                                                               |                                                               |
| Verdediging                                                   |                                                               |                                                               |                                                               |                                                               |                                                               |                                                               |                                                               |                                                               |
| 2                                                             | Ernest Mabouka                                                |                                                               |                                                               | MŠK Žilina                                                    |                                                               |                                                               |                                                               |                                                               |
| 4                                                             | Adolphe Teikeu                                                |                                                               |                                                               | FC Sochaux                                                    |                                                               |                                                               |                                                               |                                                               |
| 5                                                             | Michael Ngadeu-Ngadjui                                        |                                                               |                                                               | Slavia Praag                                                  |                                                               |                                                               |                                                               |                                                               |
| 6                                                             | Ambroise Oyongo                                               |                                                               |                                                               | Impact de Montréal                                            |                                                               |                                                               |                                                               |                                                               |
| 12                                                            | Jérôme Guihoata                                               |                                                               |                                                               | Panionios                                                     |                                                               |                                                               |                                                               |                                                               |
| 19                                                            | Collins Fai                                                   |                                                               |                                                               | Standard Luik                                                 |                                                               |                                                               |                                                               |                                                               |
| 21                                                            | Lucien Owona                                                  |                                                               |                                                               | AD Alcorcón                                                   |                                                               |                                                               |                                                               |                                                               |
| 22                                                            | Joseph Ngwem                                                  |                                                               |                                                               | PA Sambizanga                                                 |                                                               |                                                               |                                                               |                                                               |
| Middenveld                                                    |                                                               |                                                               |                                                               |                                                               |                                                               |                                                               |                                                               |                                                               |
| 3                                                             | André Zambo                                                   |                                                               |                                                               | Olympique Marseille                                           |                                                               |                                                               |                                                               |                                                               |
| 7                                                             | Nicolas Ngamaleu                                              |                                                               |                                                               | SCR Altach                                                    |                                                               |                                                               |                                                               |                                                               |
| 8                                                             | Benjamin Moukandjo                                            |                                                               |                                                               | FC Lorient                                                    |                                                               |                                                               |                                                               |                                                               |
| 11                                                            | Olivier Boumal                                                |                                                               |                                                               | Panathinaikos                                                 |                                                               |                                                               |                                                               |                                                               |
| 14                                                            | Georges Mandjeck                                              |                                                               |                                                               | FC Metz                                                       |                                                               |                                                               |                                                               |                                                               |
| 15                                                            | Sébastien Siani                                               |                                                               |                                                               | KV Oostende                                                   |                                                               |                                                               |                                                               |                                                               |
| 17                                                            | Arnaud Djoum                                                  |                                                               |                                                               | Heart of Midlothian                                           |                                                               |                                                               |                                                               |                                                               |
| Aanval                                                        |                                                               |                                                               |                                                               |                                                               |                                                               |                                                               |                                                               |                                                               |
| 9                                                             | Jacques Zoua                                                  |                                                               |                                                               | 1. FC Kaiserslautern                                          |                                                               |                                                               |                                                               |                                                               |
| 10                                                            | Vincent Aboubakar                                             |                                                               |                                                               | Beşiktaş                                                      |                                                               |                                                               |                                                               |                                                               |
| 13                                                            | Christian Bassogog                                            |                                                               |                                                               | Henan Jianye                                                  |                                                               |                                                               |                                                               |                                                               |
| 18                                                            | Robert Tambe                                                  |                                                               |                                                               | Spartak Trnava                                                |                                                               |                                                               |                                                               |                                                               |
| 20                                                            | Karl Toko Ekambi                                              |                                                               |                                                               | Angers SCO                                                    |                                                               |                                                               |                                                               |                                                               |
| Bondscoach: Hugo Broos                                        |                                                               |                                                               |                                                               |                                                               |                                                               |                                                               |                                                               |                                                               |

FCF · A-internationals · Selecties · Bondscoaches · Statistieken · Kameroens vrouwenelftal · Kameroen U21 · Kameroen U20 · Kameroen U19 · Kameroen U18 · Kameroen U17
1960 – 1969 · 
1970 – 1979 · 
1980 – 1989 · 
1990 – 1999 · 
2000 – 2009 · 
2010 – 2019 ·
2020 − 2029
CC 2001 · 
CC 2003
WK 1982 · 
WK 1990 · 
WK 1994 · 
WK 1998 · 
WK 2002 · 
WK 2010 · 
WK 2014 ·
WK 2022
OS 1984 · 
OS 2000 · 
OS 2008
1961 · 
1960 · 
1961 · 
1962 · 
1963 · 
1964 · 
1965 · 
1966 · 
1967 · 
1968 · 
1969 · 
1970 · 
1971 · 
1972 · 
1973 · 
1974 · 
1975 · 
1976 · 
1977 · 
1978 · 
1979 · 
1980 · 
1981 · 
1982 · 
1983 · 
1984 · 
1985 · 
1986 · 
1987 · 
1988 · 
1989 · 
1990 · 
1991 · 
1992 · 
1993 · 
1994 · 
1995 · 
1996 · 
1997 · 
1998 · 
1999 · 
2000 · 
2001 · 
2002 · 
2003 · 
2004 · 
2005 · 
2006 · 
2007 · 
2008 · 
2009 · 
2010 · 
2011 · 
2012 · 
2013 ·
2014 ·
2015 ·
2016 ·
2017 ·
2018 ·
2019 ·
2020 ·
2021 ·
2022
Albanië ·
Algerije ·
Angola ·
Argentinië ·
Australië ·
Benin ·
Bolivia ·
Brazilië ·
Bulgarije ·
Burkina Faso ·
Burundi ·
Canada ·
Centraal-Afrikaanse Republiek ·
Chili ·
Colombia ·
Comoren ·
Congo-Brazzaville ·
Congo-Kinshasa ·
Costa Rica ·
Cuba ·
Denemarken ·
Duitsland ·
Egypte ·
Engeland ·
Equatoriaal-Guinea ·
Eritrea ·
Ethiopië ·
Finland ·
Frankrijk ·
Gabon ·
Gambia ·
Georgië ·
Ghana ·
Griekenland ·
Guinee ·
Guinee-Bissau ·
Ierland ·
India ·
Indonesië ·
Iran ·
Italië ·
Ivoorkust ·
Jamaica ·
Japan ·
Kaapverdië ·
Kenia ·
Koeweit ·
Kroatië ·
Lesotho ·
Liberia ·
Libië ·
Luxemburg ·
Madagaskar ·
Malawi ·
Mali ·
Marokko ·
Mauritanië ·
Mauritius ·
Mexico ·
Moldavië · 
Mozambique ·
Namibië ·
Nederland ·
Niger ·
Nigeria ·
Noord-Macedonië ·
Noorwegen ·
Oeganda ·
Oekraïne ·
Oezbekistan ·
Oostenrijk ·
Panama ·
Paraguay ·
Peru ·
Polen ·
Portugal ·
Roemenië ·
Rusland ·
Rwanda ·
Saoedi-Arabië ·
Sao Tomé en Principe ·
Senegal ·
Servië ·
Sierra Leone ·
Slowakije ·
Soedan ·
Somalië ·
Sovjet-Unie ·
Swaziland ·
Tanzania ·
Thailand · 
Togo ·
Tsjaad ·
Tunesië ·
Turkije ·
Verenigde Staten ·
Zambia ·
Zimbabwe ·
Zuid-Afrika ·
Zuid-Korea ·
Zuid-Soedan ·
Zweden ·
Zwitserland
Brazilië (2014) · 
Brazilië (2022) · 
Denemarken (2010) · 
Egypte (2017) ·
Frankrijk (2003) · 
Italië (1982) · 
Japan (2010) · 
Kroatië (2014) · 
Mexico (2014) ·
Nederland (2010) · 
Peru (1982) · 
Polen (1982) · 
Servië (2022)
1 Feudjou ·
2 Assou-Ekotto ·
3 N'Koulou ·
4 Djeugoué ·
5 Nounkeu ·
6 Song ·
7 N'Guémo ·
8 Moukandjo ·
9 Eto'o ·
10 Aboubakar ·
11 Makoun ·
12 Bedimo ·
13 Choupo-Moting ·
14 Chedjou ·
15 Webó ·
16 Itandje ·
17 Mbia ·
18 Enoh ·
19 Olinga ·
20 Salli ·
21 Matip ·
22 Nyom ·
23 N'Djock ·
Coach: Finke